# وحوش الملكة

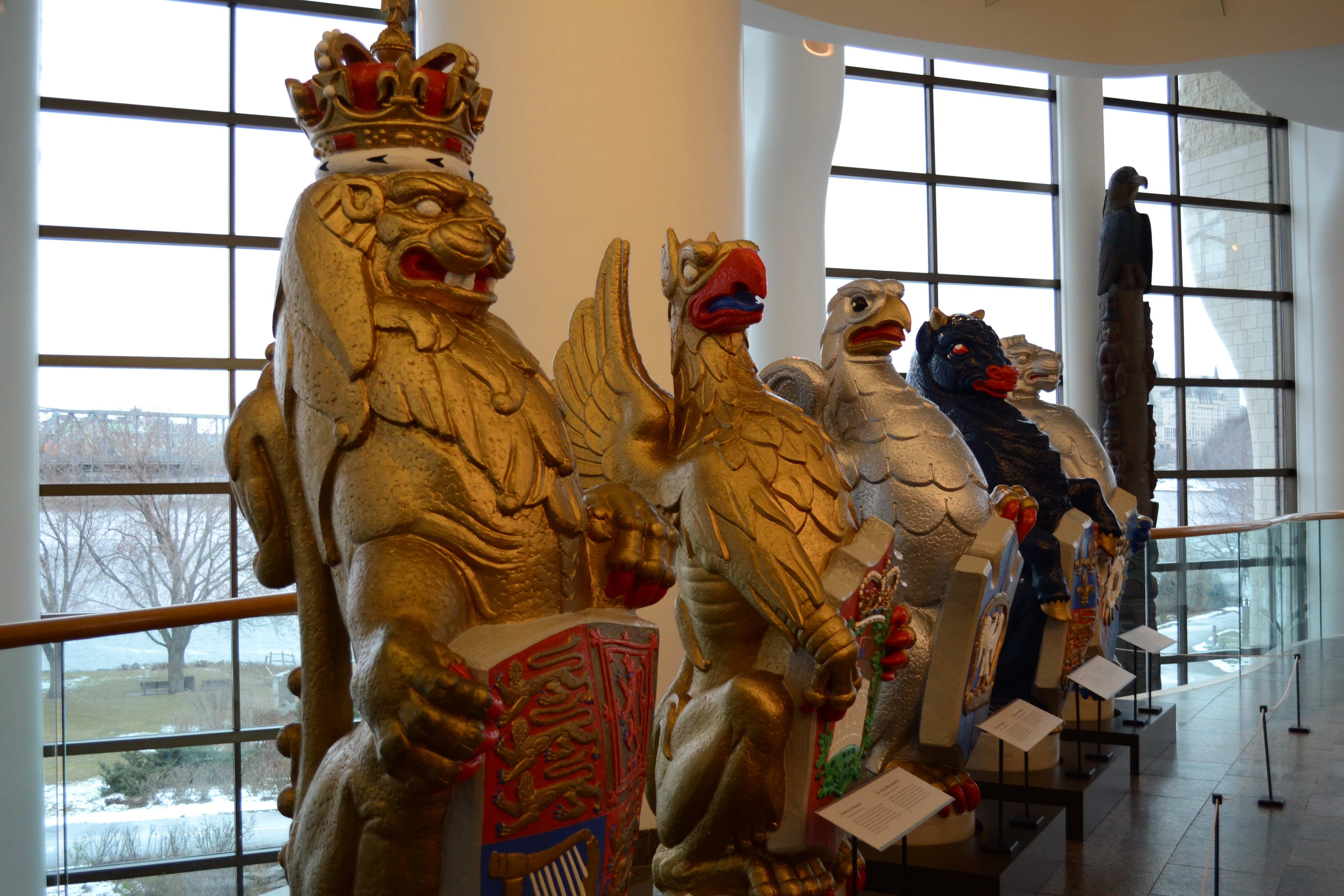
شخصيات أسطورية خارج معرض "ملكة وبلدها" المؤقت في المتحف الكندي للحضارة.

يُقصد بوحوش الملكة (بالإنجليزية: The Queen's Beasts) عشرة تماثيل شعارية تمثل نسب الملكة إليزابيث الثانية (Elizabeth II)، والتي نُحتت لتمثل داعمي انجلتر الملكيين. أُقيمت التماثيل أمام الملحق الغربي المؤقت لدير وستمنستر في مناسبة تتويج الملكة عام 1953. يتكون كل تمثال من وحش يحمل درعًا يحمل شارة أو ذراعي عائلة مرتبطة بأسلاف الملكة إليزابيث الثانية. كلفت وزارة الأشغال البريطانية النحات جيمس وودفورد، الذي تلقى 2,750 جنيه استرليني للعمل. كانت التماثيل غير ملونة، باستثناء دروعهم، عند التتويج. التماثيل معروضة الآن في المتحف الكندي للتاريخ في غاتينيو بكيبيك.
تُعد وحوش الملك، في قصر هامبتون كورت بالقرب من لندن، النماذج الأصلية للتماثيل، وقد نُحتت على الحجر من أجل الملك هنري الثامن (1509-1547) وزوجته الثالثة جين سيمور. بقيت التماثيل سليمة في حدائق كيو القريبة. استُبدلت على سطح كنيسة سانت جورج بقلعة وندسور، في عشرينات القرن العشرين، مجموعة مكونة من 76 وحشًا شعاريًا مماثلًا، بعد أن أُزيلت سنة 1682 لتهالكها.

## الأصول
يُوجد عشرة وحوش شبيهة جدًا في قصر هامبتون كورت بالقرب من لندن. رُممت التماثيل في بداية القرن العشرين، ثم استُنسخت من النسخ الأصلية التي صُنعت عام 1536/1537 للملك هنري الثامن وزوجته الثالثة جين سيمور (تُوفت عام 1537 تقريبًا)، والمعروفة باسم «وحوش الملك». نُحتت التماثيل من الحجر ويقف كل منها منتصبًا، حاملًا درعًا عليه شعار نبالة أو شارة نبالة. يتضح من الوحوش نفسها، والشعارات التي تحملها على دروعها، أنها تمثل الملك هنري وملكته الثالثة، جين سيمور.
دعا وزير الأعمال، في خريف عام 1952، قبل بضعة أشهر من الاستعداد للتتويج، الأكاديمي والنحات الملكي جيمس وودفورد، إلى إنشاء عشرة وحوش جديدة مماثلة في الشكل والطابع للعشرة في هامبتون كورت وتكون مناسبة للملكة على وجه الخصوص. قد لا تكون النسخ المقلدة من تلك الموجودة في هامبتون كورت مناسبة لهذه المناسبة، إذ لا يربط بعضًا منها سوى صلة ضئيلة بأسرة صاحبة الجلالة أو سلالتها، وذلك لأنه على الرغم من أن الملكة تنحدر (عن طريق الإناث) من الملك هنري السابع (والد الملك هنري الثامن)، فهي ليست من سلالة جين سيمور التي توفي ابنها الوحيد الملك إدوارد السادس أعزبًا.

## الخصائص
يبلغ ارتفاع التماثيل 6 أمتار تقريبًا ويزن كل منها 7 كيلو غرامات تقريبًا. التماثيل مصنوعة من الجص، لذلك لا يمكن تركها معروضة بشكل دائم. كانت في الأصل غير ملونة باستثناء دروعها، ولكنها الآن مطلية بالكامل.

## العرض أثناء التتويج
كانت الوحوش معروضة خارج الملحق الغربي من دير وستمنستر، وهو هيكل زجاجي الجبهة لتنظيم المواكب الطويلة قبل الخدمة. وُضعت التماثيل على طول الوجهة باستثناء أسد إنجلترا الذي وُضع في الفجوة التي تشكلت من الجدار الشمالي للملحق والمدخل الذي استخدمته الملكة لدخول الدير عند وصولها إلى عربة الدولة الذهبية. وُضعت التماثيل من اليسار إلى اليمين في الترتيب التالي عند مواجهة الملحق من الغرب: أسد إنجلترا، ثم الكلب السلوقية، ثم يال، ثم التنين، ثم الحصان، ثم أسد مورتيمر، ثم وحيد القرن، ثم العنقاء، ثم الثور، والصقر. لم يكن هذا الترتيب مماثلًا لنسب النسب الملكية، بل رُتب على هذا النحو لتحقيق التوازن والتماثل في العرض. يحل وحيد القرن الاسكتلندي، وحصان هانوفر، وغريفين وفالكون محل أربعة من الوحوش في هامبتون كورت (سيمور الأسد الأسود، سيمور النمر الملون، وسيمور وحيد القرن، وما يُسمى تيودور التنين أو التنين الملكي).
رسمت مولي غويون الوحوش عام 1953.